# Jarosław Kowalczyk
Jarosław Kowalczyk (* 23. April 1989) ist ein polnischer Radrennfahrer.

## Sportlicher Werdegang
Zur Saison 2010 wurde Kowalczyk Mitglied im damaligen UCI Continental Team Aktio Group Mostostal Puławy. Im selben Jahr wurde er Dritter der nationalen Meisterschaften im Straßenrennen der U23. Nach Auflösung des Teams fuhr er 2011 für eine Regionalmannschaft aus Großpolen und war auf einem Teilstück des kleineren polnischen Etappenrennens Puchar Bałtyku erfolgreich. Mit einem Erfolg auf dem dritten Teilstück der Dookoła Mazowsza gelang ihm der erste Sieg auf der UCI Europe Tour.
Daraufhin wurde Kowalczyk zur Saison 2012 Mitglied im neu gegründeten polnischen Continental Team BDC Marcpol. 2012 gewann er erneut eine Etappe der Dookoła Mazowsza. Den größten Erfolg seiner Karriere erzielte er in der Saison 2014, als er eine Etappe und die Gesamtwertung der Serbien-Rundfahrt gewann.
Mit der Auflösung des Teams BDC Marcpol nach der Saison 2014 beendete Kowalczyk seine internationale Karriere. Für die Grupa Kolarska Gryf Tczew  nimmt er seitdem als Freizeitsportler an Rennen auf der Straße und im Mountainbikesport teil.

## Erfolge
2011
- eine Etappe Dookoła Mazowsza

2012
- eine Etappe Dookoła Mazowsza

2014
- Gesamtwertung und eine Etappe Serbien-Rundfahrt